# 크리스 크로커

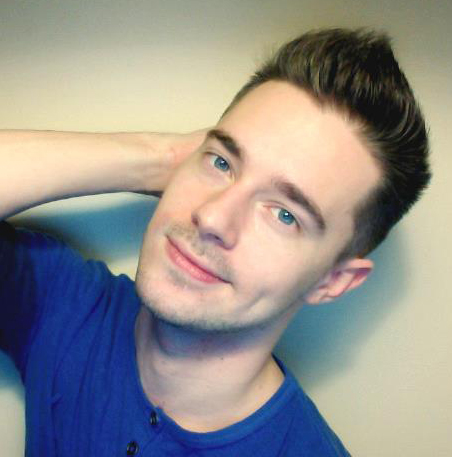
크리스 크로커

크리스 크로커(Chris Crocker, 1987년 12월 7일 ~ )는 미국의 인터넷 유명 인사, 블로거, 레코딩 아티스트, 포르노 배우이다. 2007년 9월, MTV 뮤직 어워드에서 브리트니 스피어스의 퍼포먼스를 패러디한 "Leave Britney Alone"이라는 곡을 발표했다. 크로커는 동성애자임을 공표하고 있다.